# Гойда Юрій Андрійович

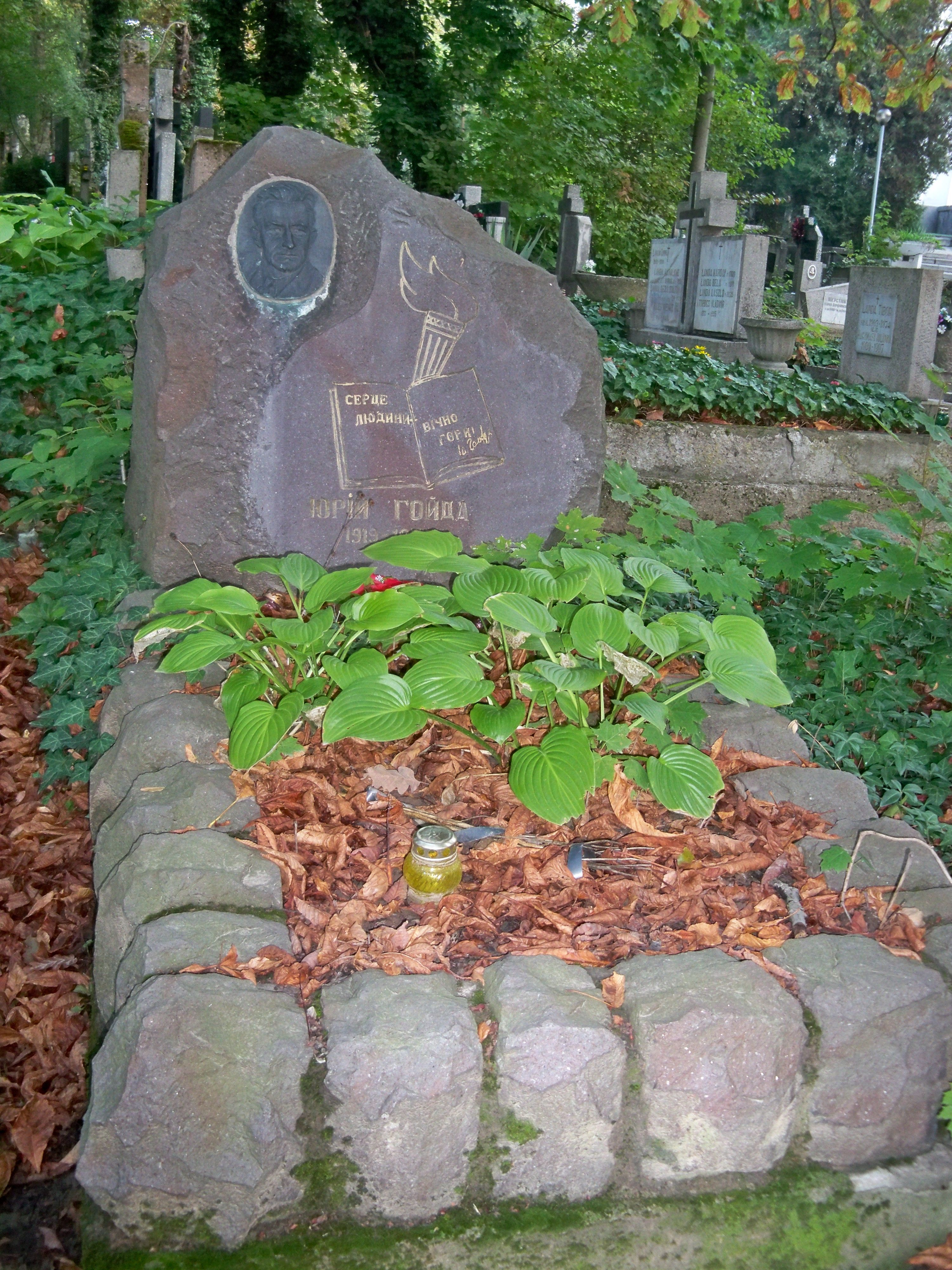
Могила Юрія Гойди в Ужгороді

Ю́рій Андрі́йович Го́йда (15 березня 1919, Зняцьово — 2 червня 1955, Ужгород) — український радянський поет, перекладач, педагог, журналіст. Член Спілки радянських письменників України з 1947 року (очолював її Закарпатське відділення). Батько художника Андрія Гойди.

## Життєпис
Народився 15 березня 1919 року в селі Зняцьовому (нині Мукачівський район, Закарпатської області, Україна). Протягом 1940—1944 років навчався у Дебреценському університеті в Угорському королівстві.
Після приєднання Закарпаття до Української РСР, у 1945 році вступив до ВКП(б); викладав географію у Мукачівському педагогічному училищі. Згодом завідував літературною частиною Закарпатського обласного Будинку народної творчості, працював редактором газети «Закарпатська правда». З 1947 року — член редколегії журналу «Жовтень», редактор альманаху «Радянське Закарпаття». Співпрацював із Закарпатським народним хором.
Помер в Ужгороді 2 червня 1955 року. Похований в Ужгороді на цвинтарі Кальварії.

## Творчість
Друкуватися почав з 1939 року, коли його вірші вперше з'явилися у місцевій газеті «Русское слово». Спочатку писав російською, а з 1947 року — українською мовами. У творах оспівував «нове життя» рідного краю, «дружбу народів», славив Комуністичну партію. За життя видав понад десять збірок віршів, балад та поем, збірки друкувалися і після смерті. Серед них:
- «Живая синь» (1943; має антифашистське спрямування[4]);
- «Люди моєї землі» (1948);
- «Верховинська поема» (1949);
- «Сонце над Тисою» (1950);
- «Верховинський край» (1950);
- «Сонце над Карпатами» (1951);
- «Високі дороги» (1952);
- «Лірика» (1954);
- «Під горою високою: Віршовані оповідання» (1955);
- «Угорські мелодії» (1955; про минуле і сучасність угорців[4]);
- «Вибране» (1956);
- «Серце, вічно гори!» (1958);
- «Ялинка-верховинка» (1959);
- «Поезії» (1960);
- «Весна Верховини: Вірші й поеми» (1969);
- «Земле, любов моя» (1979);
- «Вибране: Вірші та поеми» (1989).

Писав для дітей.
Деякі вірші поета перекладено російською («Рождение сказки», Москва, 1955; Избранное. Москва, 1960), білоруською, вірменською, угорською, чеською, німецькою та іншими мовами. Низку його поезій  поклали на музику Дезидерій Задор (пісні, ораторії, кантати), Георгій Майборода, Євген Козак, Степан Мартон. 
Перекладав з угорської та словацької мов. 